# Mörtfors
Ej att förväxlas med Mörtefors i Virserums socken i Hultsfreds kommun
Mörtfors är en småort i Hjorteds socken i Oskarshamns kommun, belägen väster om riksväg E22 mellan Oskarshamn och Västervik.
Orten ligger i en dalgång på båda sidor om ån Marströmmen, mellan sjöarna Kappemålagöl och Maren.

## Historik
Vattendragen från Östersjön till Mörtfors var till mitten av 1700-talet seglingsbara, varefter landhöjningen försvårade och till sist omöjliggjorde sådan. 1620 fick orten rättigheter som lydköping under Västerviks stad med namnet Bjurvik efter en gård. Från 1700-talet fanns här också ett kopparverk och senare kvarn till dagens laxfiske. Med uppgrundningen upphörde köpingsverksamheten.
Ett pensionat är idag den enda service som finns på orten. De hus som tidigare rymt apotek, affär, bilverkstad, kvarn mm är numera enbart privatbostäder. Fram till 1970-talet fanns en möbelfabrik som sysselsatte många invånare och också den utnyttjade vattenkraft från ån.

## Mörtfors i bilder
Under tidigt 1900-tal var fotografen Emil Karlsson aktiv i Mörtfors. Hans bilder av platser, byggnader, människor och händelser finns bevarade och utgör en unik bilddokumentation av bylivet vid denna tid.
Filmaren Jan Troell skildrar Mörtfors i ett inslag i långfilmen och dokumentären Sagolandet från 1988.

## Personer med anknytning till orten
- Weyler Hildebrand, filmregissör, skådespelare och manusförfattare
- Jakob Wegelius, författare och illustratör
- Lena Sjöberg, författare och illustratör